# Asamblea de la Unión de las Comoras
Asamblea de la Unión de las Comoras (en comorano: Ɓaraza wa Udzima wa Komori ; en árabe: جمعية اتحاد جزر القمر‎ romanizado: Jameiat Aitihad Juzur Alqamar), también llamada Asamblea Nacional, es el parlamento unicameral de las Comoras, sede del poder legislativo del país. Está compuesto por 33 miembros elegidos por cinco años.

## Sistema electoral
La Asamblea de la Unión de las Comoras se compone de 33 asientos renovados cada cinco años, de los cuales 24 son elegidos directamente por la población por mayoría uninominal en dos vueltas en otros tantos distritos electorales. En cada uno de ellos gana el candidato que haya obtenido la mayoría absoluta en la primera vuelta. En su defecto, se organiza una segunda vuelta entre los dos candidatos que quedaron en primer lugar y se declara elegido el que obtenga el mayor número de votos. Los nueve escaños restantes son ocupados mediante votación indirecta por las asambleas de las tres islas constituyentes de la unión de las Comoras (Gran Comora, Anjouan y Mohéli) a razón de tres escaños cada una.Este número ya se ha reducido, ya que cada isla tenía anteriormente cinco escaños para un total de quince en votación indirecta y dieciocho elegidos directamente.

## Historia
El consejo general creado en 1946 durante la creación del territorio de las Comoras fue la primera asamblea del archipiélago de las Comoras. Según la ley vigente, los cargos electos procedían de dos colegios electorales distintos, el de los electores ordinarios y el de los electores locales. En 1956 se aprobó la Ley Marco Defferre y se fusionaron los dos colegios electorales, el de derecho local y el de derecho consuetudinario.
En 1961, se aprobó una ley sobre el régimen de gestión de la autonomía de las Comoras y el presidente del consejo pasó a ser presidente del gobierno local. Reúne a 39 asesores, entre ellos 4 mahorais. En 1968 se ampliaron los poderes de la asamblea.
Los acuerdos del 15 de junio de 1973, firmados por el presidente del Consejo Ahmed Abdallah Abderamane y el ministro de Ultramar, Bernard Stasi, precisan que en caso de victoria de los separatistas durante el período de transición, la asamblea del territorio se convertirá en un asamblea constituyente. Este propuso una constitución el 23 de abril de 1977. La primera asamblea no fue elegida hasta después de la caída de Ali Soilih. Tiene 18 diputados de Gran Comora, 15 de Anjouan y 5 de Mohéli, elegidos en circunscripciones uninominales.
Después de la crisis separatista de 1997, la Asamblea Nacional dejó de reunirse. Se crearon nuevas instituciones a nivel local y en 2002 la nueva constitución propuso a la asamblea actual.
En febrero de 2007, la Asamblea Nacional relanzó la cuestión de la reivindicación comorana sobre Mayotte (que sigue siendo francesa tras el "No" en el referéndum de independencia de 1974), y anunció su deseo de obtener de Francia el fin del visado Balladur(visado obligatorio para los comoranos que deseen viajar a Francia, disposición introducida en 1995 por el ministro del mismo nombre).